# Susan Hefuna
Susan Hefuna Tiếng Ả Rập: سوزان حفونه) là nghệ sĩ nghệ thuật thị giác người Ai Cập-Đức. Bà làm việc ở nhiều phương diện bao gồm vẽ, nhiếp ảnh, tác phẩm điêu khắc, công trình, video và trình diễn. Bà sống và làm việc qua lại giữa Cairo, Ai Cập và Đức.

## Tiểu sử và học vấn
Hefuna sinh ra ở Ai Cập năm 1962 với ba là người gốc Ai Cập và mẹ là người gốc Đức. Trong tám năm đầu, Hefuna sinh sống ở Ai Cập, sau đó bà chuyển đến Graz, Áo để sống gần gia đình của mẹ bà. Năm 1992, bà nhận được bằng cao học từ Viện Truyền thông mới tại Städelschule, Frankfurt, Đức dưới Peter Weibel.
Hefuna liên kết giữa nguồn gốc Ai Cập và Đức của mình trong các tác phẩm. Bà sử dụng hình ảnh đô thị, kiểu chữ và truyền thống của cả hai nước nhằm xây dựng một cầu nối giữa hai nền văn hóa với nhau.

## Tác phẩm
Các bức vẽ của Hefuna thường được sử dụng nhiều lớp mực in Ấn Độ hơn là chỉ dùng một lớp; với các tác phẩm chỉ vẽ bằng một lớp mực, bà thường dùng màu nước.
Chủ đề lặp lại trong tác phẩm của bà là màn mashrabiya, màn lưới làm bằng gỗ hoặc đá có kiểu kiến trúc Ai Cập truyền thống.
Những màn tấm màn này xuất hiện lần đầu trong các bức vẽ của Hefuna vào năm 1990 và trong các bức ảnh được chụp bằng máy ảnh chụp qua lỗ kim của bà. Năm 2008, Hefuna có một triển lãm riêng cho các tác phẩm của bà mang tên On the Edgware Road tại Serpentine Galleries đã có sức thu hút rất lớn từ cuộc nổi dậy Mùa xuân Ả Rập lúc đó. Năm 2009, khoảng 300 bức vẽ bằng mực và bút chì trên lớp giấy can của bà đã được trưng bày ở Giardini và Arsenale tại Fare Mondi, triển lãm Venice Biennale lần thứ 53. Các dự án của bà được ghi lại trong bộ ba Pars Pro Toto, biên tập bởi Hans Ulrich Obrist và được xuất bản bởi Kehrer.

## Triển lãm
Các tác phẩm của Hefuna đã được trưng bày vào năm 2014 tại triển lãm "Here and Elsewhere" ở Bảo tàng Mới tại New York. Các tác phẩm của bà cũng được trưng bày tại triển lãm Sharjah Biennale, tại Townhouse Gallery ở Cairo, và một số địa điểm ở London và Viena.

## Đánh giá
Trong một bài đánh giá về triển lãm "Navigation X Cultural" của Hefuna tại Toà nhà Trưng bày Quốc gia Nam Phi ở Cape Town, Tracy Murinik cho rằng "Hefuna đã ghép các tài liệu tham chiếu vật lý phức tạp lại thành một mạng lưới trong việc xây dựng cấu trúc cây cọ khổng lồ và đáng kinh ngạc này," và ca ngợi "những bức vẽ dày đặc vô tận" của bà và "những bức ảnh và bản in kỹ thuật số đậm nét."

## Giải thưởng
Năm 1998, Hefuna nhận được giải thưởng tại Triển lãm Quốc tế Cairo. Năm 2013 bà nhận được Giải thưởng vẽ đương đại do Daniel và Florence Guerlain tổ chức ở Paris.

## Thị trường
Hefuna hiện đang được đại diện cho Pi Artworks ở London và Istanbul và Phòng trưng bày Rhona Hoffman ở Chicago.